# Ralstonia
Ralstonia és un gènere de Proteobacteris, anteriorement estava inclòs dins el gènere Pseudomonas. Rep el seu nom pel bacteròleg E. Ralston.

## Ús industrial
Soques genèticament modificades de Ralstonia (R. eutropha H16) es fan servir per produir isobutanol a partir de CO₂ fusant l'electricitat fotovoltaica.